# رقصة الحباري
رقصة الحباري مسلسل سوري من إنتاج العام 1999.

## قصة المسلسل
يحكي المسلسل قصة (سعيد أبو شقير، خالد تاجا) وكيفية تكونها من العدم حتى أصبحت واحدة من أهم العائلات بالمدينة، العائلة مكونة من الأب (سعيد أبو شقير) رجل كافح في صغره وخاض حرب من عائلة (التحصلدار) وهي من أغنى العائلات بسبب رفضهم تزويجه من إبنتهم (بارعة)، مما سبّب له ألم نفسي وتكونت عنده عقده النقص ودخل في صراع ضدهم عن طريق التجارة مستخدما طرق ملتويه، وشيئا فشيئا حتى أصبح واحدا من كبار تجار السوق، وبالمقابل استطاع أن يهزم عائلة (التحصلدار) ويسترجع كرامته المسلوبه بانتصاره عليهم وإذلالهم وتركهم للمدينه، وبعد فتره زمنية كبيرة يتناول المسلسل هذه العائلة بعد مرور كل هذه السنوات، (رفيق سبيعي) هو أخ (سعيد) ويسكن معهم قي البيت الكبير، رجل طيب وهو اليد اليمنى ل (سعيد) منذ أيام الشباب لديه بنت وحيدة (فاطمة، وفاء موصللي) وابن مغترب (فراس إبراهيم)، (عباس النوري) يلعب دور (محي الدين أبو سعيد) وهو الابن الأكبر ل (خالد تاجا) متزوج من ابنة عمه (فاطمة، وفاء موصللي) ولديه ولد وبنتان.
يتهم (محي الدين) أبوه بإهماله له وتفضيل إخوته عليه، يدخل بعلاقة حب مع الراقصة وصاحبة الملهى الليلي (نرجس -أمانة والي) ومن علاقته معها تتفاقم المشاكل بينه وبين أبوه، ينحرف سلوكه إلى جرائم قتل في محاولات يائسة لقهر الأب ومحاولة إرضاخة لطلباته، وازدادت حياته سوء بصداقته مع الصديق الانتهازي (صطيف، عبد الفتاح مزين) الذي احتال عليه وسرق منه نصيبه من أموال والده بتدبير من زوجة والده (صابرين، مرح جبر)، التي تسعى للانتقام من كل عائلة (أبو شقير) لتأخد بثأر عائلتها عائلة (التحصلدار)، يصبح (محي الدين) مطارد من الديانة وتضيق به الدنيا مع الانفلات المفاجئ لسلوك ابنة (سعيد) وانحرافة هو الآخر لطريق السرقة.

## فريق العمل[2]
قصة وسيناريو وحوار: خيري الذهبي
إخراج: يوسف رزق
إنتاج: مؤسسة يوسف رزق للأعمال الفنية
تصوير: داني عيسي
كلمات وألحان الأغاني: إيهاب مرادني
ماكيير: راكان تحسين بك

## بطولة
خالد تاجا (سعيد أبو شقير)
رفيق السبيعي (سالم أبوشقير، أبومفيد)
مرح جبر (صابرين التحصلدار)
عباس النوري (محي الدين)
وفاء موصلي (فاطمة)
سليم كلاس (يوسف)
أمانة والي (الراقصة نرجس)
فراس إبراهيم (مفيد)
سعد مينا
جهاد سعد
نجاح حفيظ (الجدة)
ليلي جبر (سعاد)
ليلي سمور
عبدالفتاح المزين (صطيف)
عارف الطويل (جمال)
فائق عرقسوسي (عدنان)
نسيمة ضاهر (هند)
أندرية سكاف
غادة واصف
هيفاء واصف (إم مأمون)
محمود جبر (أبومأمون)
مجدي مشموشي
جورج حداد
أحمد منصور
مرشد ضرغام
قمر مرتضي
صالح الحايك
أدهم الملا (أبوسعيد)
جان خليل (المطرب)